# Morgan Cassius Fitzpatrick
Morgan Cassius Fitzpatrick (* 29. Oktober 1868 bei Carthage, Smith County, Tennessee; † 25. Juni 1908 in Nashville, Tennessee) war ein US-amerikanischer Politiker. Zwischen 1903 und 1905 vertrat er den Bundesstaat Tennessee im US-Repräsentantenhaus.

## Werdegang
Morgan Fitzpatrick besuchte die öffentliche Schulen seiner Heimat und danach die Lebanon University in Lebanon (Ohio). Nach einem anschließenden Jurastudium an der Cumberland University in Lebanon (Tennessee) und seiner im Jahr 1891 erfolgten Zulassung als Rechtsanwalt begann er in Hartville in seinem neuen Beruf zu arbeiten. In dieser Stadt gab er auch eine Zeitung heraus. Politisch war Fitzpatrick Mitglied der Demokratischen Partei. Zwischen 1895 und 1899 saß er als Abgeordneter im Repräsentantenhaus von Tennessee, dessen Präsident er im Jahr 1897 war. Von 1899 bis 1903 fungierte er als Bildungsminister von Tennessee (Superintendent of Public Instruction). Zeitweise war er auch Staatsvorsitzender seiner Partei.
Bei den Kongresswahlen des Jahres 1902 wurde er im vierten Wahlbezirk von Tennessee in das US-Repräsentantenhaus in Washington, D.C. gewählt, wo er am 4. März 1903 die Nachfolge von Charles Edward Snodgrass antrat. Da er im Jahr 1904 auf eine erneute Kandidatur verzichtete, konnte er bis zum 3. März 1905 nur eine Legislaturperiode im Kongress absolvieren. Nach seinem Ausscheiden aus dem US-Repräsentantenhaus praktizierte Fitzpatrick wieder als Anwalt. Er starb am 25. Juni 1908 in Nashville und wurde in Gallatin beigesetzt.